# Šajkača

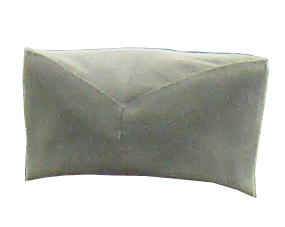
O šajkača

O šajkača (em sérvio: шајкача, pronúncia: shaikai-tcha) é o chapéu ou boné nacional sérvio. Tradicionalmente usado por homens na zona rural da Sérvia, recebeu o nome em homenagem às tropas fluviais sérvias conhecidas como šajkaši. Um símbolo nacional popular na Sérvia desde o início do século XX, ele é tipicamente preto, cinza ou verde e geralmente é feito de tecido macio e feito em casa. Tornou-se amplamente usado pelos homens sérvios a partir da década de 1880 e foi um componente-chave no uniforme militar sérvio desde o final do século XIX.  Hoje em dia, ele é usado principalmente por homens idosos em comunidades rurais.

## História
Acredita-se que o šajkača tenha se originado na região sérvia do Banato durante o século XVIII, quando os šajkaši (tropas fluviais sérvias a serviço do Império Austríaco) guardavam os rios Danúbio e Sava contra o Império Otomano e usavam gorros em forma de chaika (barco) virada (em sérvio: шајка) 

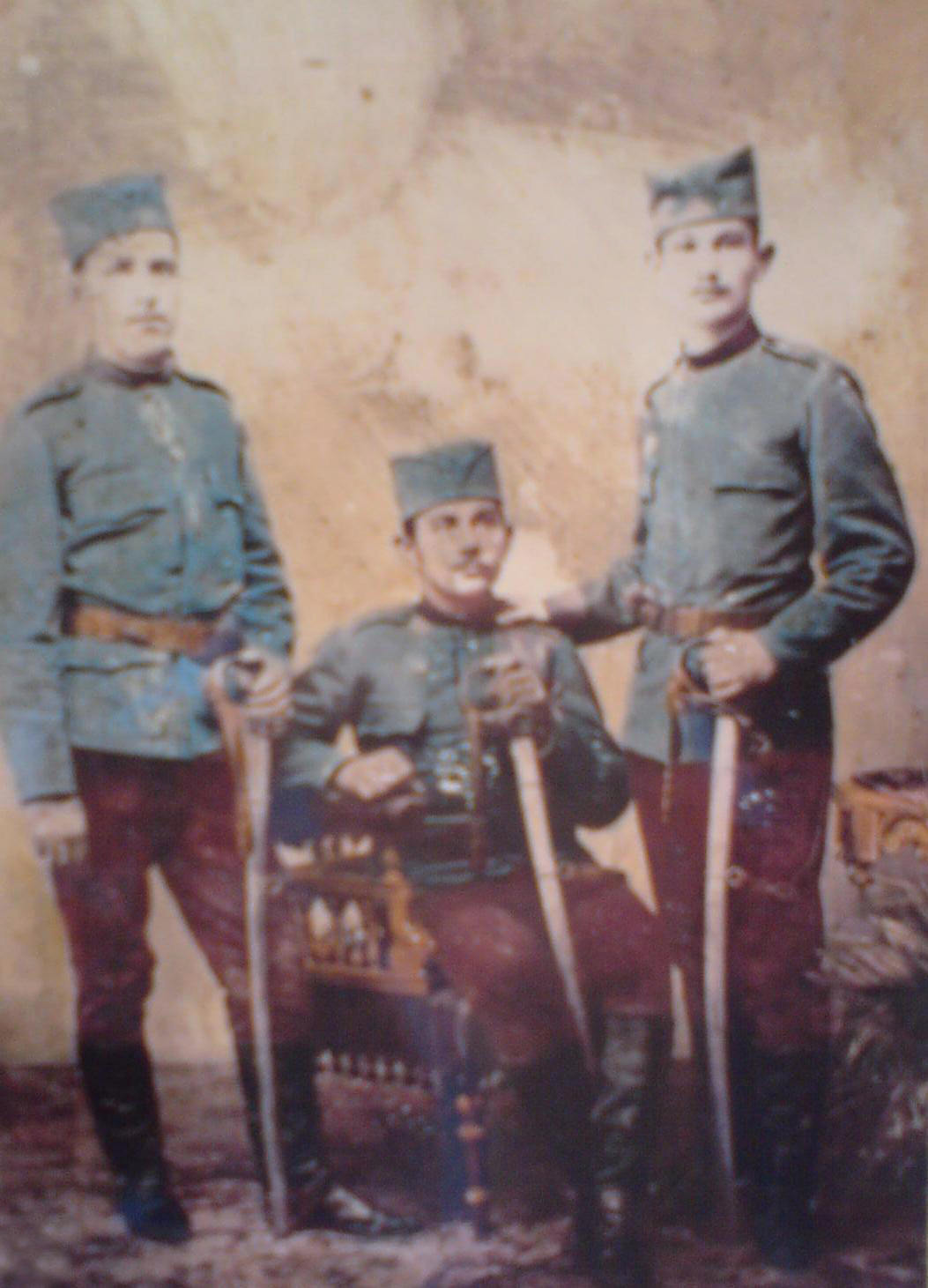
Conscritos do Exército Real Sérvio, 1901

Durante a maior parte do século XIX, o fez foi a escolha dominante de chapéu para muçulmanos e cristãos nos Bálcãs, e os fezes eram frequentemente adornados com símbolos nacionais ou religiosos. Na Sérvia, por exemplo, os regulamentos para uniformes ministeriais de 1850 exigiam que o brasão sérvio fosse apresentado nos fezes vermelhos dos funcionários.  Foi somente na década seguinte às Guerras Sérvio-Otomanas de 1876-1878 que a šajkača começou a ultrapassar o fez em popularidade entre os sérvios e, portanto, existem muito poucas pinturas ou fotografias mostrando a šajkača em uso antes do início do século XX.  

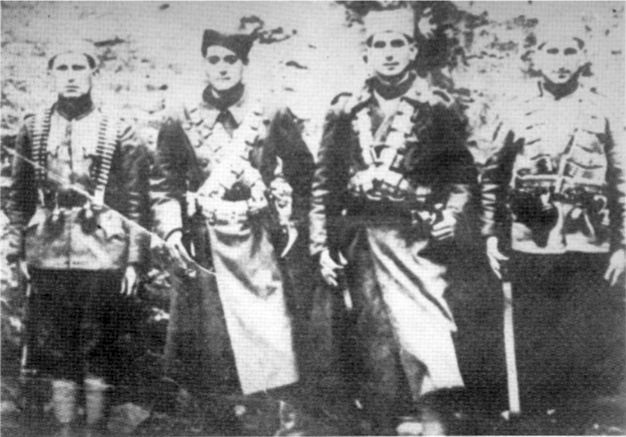
Partisans sérvios, 1941

O boné típico dos camponeses da região de Šumadija, na Sérvia,  o šajkača acabou por adquirir um duplo propósito: era usado por civis no campo e tornou-se parte do uniforme militar padrão sérvio, exceto no traje completo.   Durante a Primeira Guerra Mundial, o boné era usado regularmente pelos soldados do Reino da Sérvia.  A Sérvia acabou sendo invadida por uma invasão combinada austro-húngara, alemã e búlgara em 1915, e em 1916 o uso da šajkača, juntamente com outros trajes folclóricos sérvios, foi proibido pelas autoridades búlgaras após a ocupação búlgara do sul da Sérvia. 
Durante a Segunda Guerra Mundial, o šajkača era o chapéu padrão usado pelos irregulares sérvios Chetnik no Reino da Iugoslávia ocupado pelo Eixo.  Também foi usado pelos guerrilheiros sérvios. Após a guerra, foi substituído pelo boné Titovka nas forças armadas da Iugoslávia comunista. 
O šajkača foi usada pelos soldados sérvios durante a dissolução da Iugoslávia. Os reservistas e paramilitares sérvios da Bósnia usaram o boné durante a Guerra da Bósnia de 1992–1995, e mais tarde foi adotado pelas forças sérvias da Bósnia como o capacete oficial do Exército da República Sérvia (em sérvio: Vojska Republike Srpske, VRS).  Após a Batalha de Vukovar de 1991, travada durante a Guerra de Independência da Croácia, as autoridades sérvias croatas ergueram lápides para os soldados sérvios que foram mortos lutando pela cidade. Elas eram originalmente cobertas com evocações escultóricas do gorro šajkača . Após a reintegração de Vukovar na Croácia, as lápides foram repetidamente vandalizadas, levando a comunidade sérvia da cidade a substituí-las por lápides mais neutras, sem quaisquer conotações militares evidentes.  O bombardeamento da OTAN na Iugoslávia em 1999 viu as cadeias McDonald's na Sérvia promoverem os seus produtos através da distribuição de cartazes e lapelas que representavam o šajkača no topo dos arcos dourados do logótipo do McDonald's, numa tentativa de reforçar o orgulho nacional sérvio. 
O šajkača é um símbolo nacional popular na Sérvia desde o início do século XX.  É comumente usado por homens idosos na zona rural da Sérvia,  enquanto os jovens sérvios usam trajes tradicionais apenas para concertos folclóricos. 

## Design
Desenhado com um topo em forma de V na forma de uma chaika virada,  o šajkača é estreito e tipicamente preto ou cinza.  Geralmente é feito de tecido macio e feito em casa  e é usado sem quaisquer símbolos em tempos de paz. Em tempos de guerra, são frequentemente vistas no boné as insígnias com a águia bicéfala sérvia  e o lema Só a Unidade Salva os Sérvios.  O šajkača usada pelos soldados sérvios durante a Primeira Guerra Mundial tinha uma aba não refletiva e era encimada por um monograma real. 

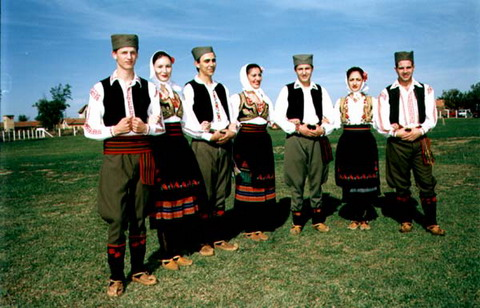
Jovens em trajes tradicionais de Šumadija
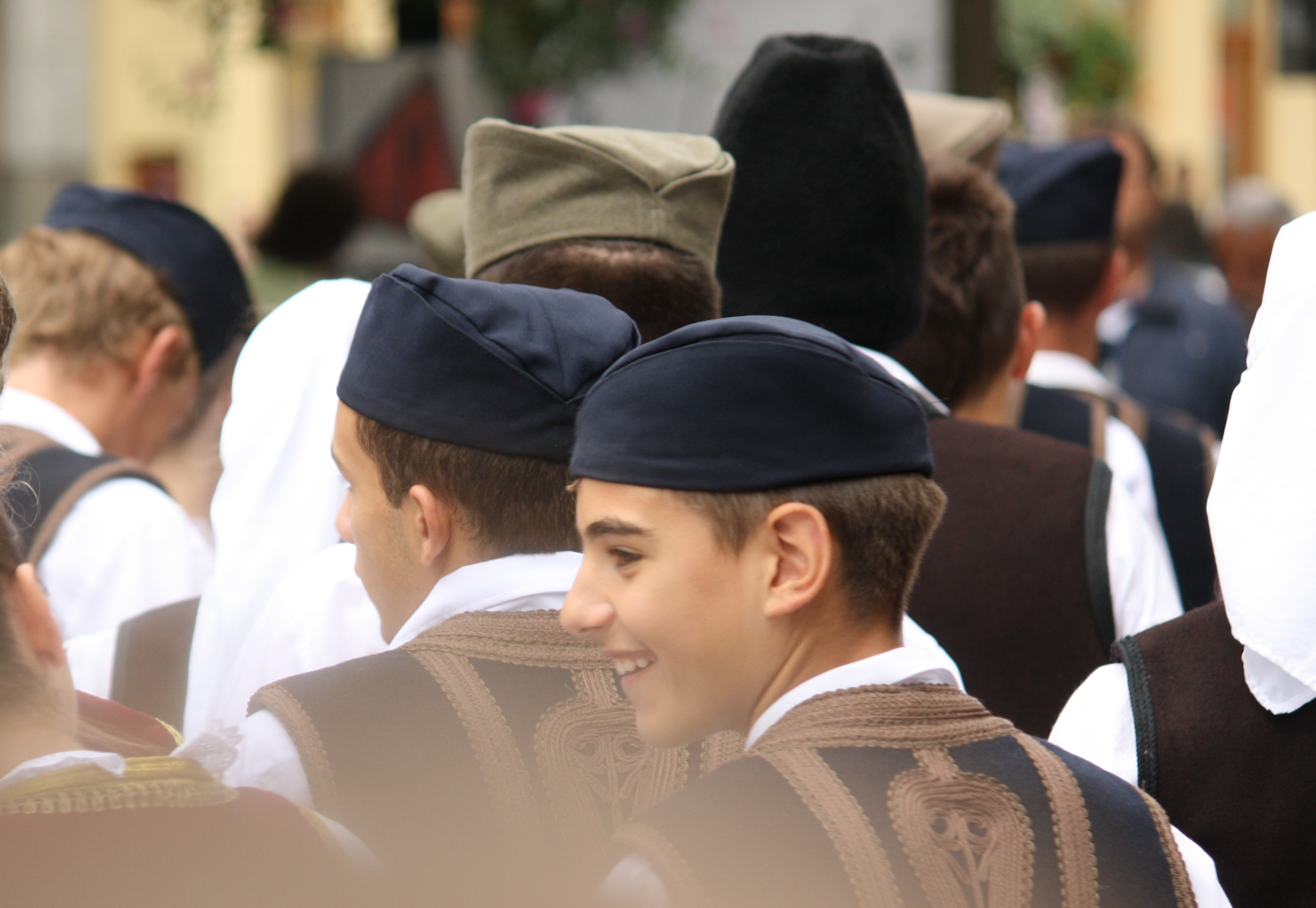
Meninos vestindo o šajkača

#### Periódicos
- InASEA (2002). "Ethnicity, Nationalism, Migration". Ethnologia Balkanica: Journal for South-East European Anthropology. 6: 76. OCLC 41714232

#### Websites
- «Šajkača nas je održala». Serbian Mirror
- «Šajkača – poreklo i značaj srpske kape». Upoznaj Srbiju. 17 de maio de 2011
- «Šajkaču izmislili u Banatu». Vesti Online. 30 de abril de 2010